# Continental Baths
Os Continental Baths  eram uma sauna gay na cave do Hotel Ansonia em Nova Iorque, inaugurados em 1968 por Steve Ostrow. Eram publicitados como uma reminiscência da "glória da Roma Antiga". O documentário Continental  por Malcolm Ingram mostra o clube, desde o auge da sua popularidade até ao início da década de 1970.

## Instalações

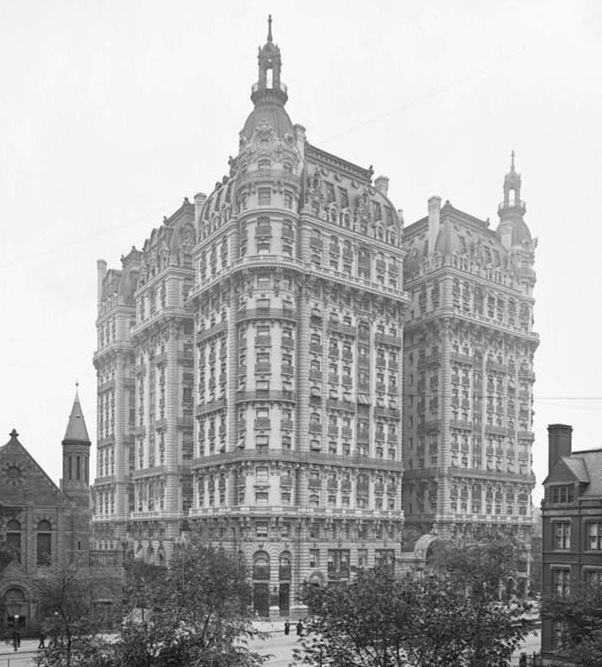
O Ansonia Hotel, New York City, cerca de 1905

Os Continental Baths tinham uma pista de dança, um salão de cabaré, salas de sauna, um piscina "Olympia blue" e tinham capacidade para 1.000 homens, estando abertas 24 horas por dia.
Um guia gay da década de 1970 descreveu os Continental Baths como um lugar que "revolucionou a cena das saunas de Nova Iorque".
Os Continental Baths tinham um sistema de alerta que avisava os clientes para a chegada da polícia. Havia também uma clínica para doenças sexualmente transmissíveis, um dispensador de A200 (um shampoo contra piolhos) nos chuveiros e lubrificante KY à venda nas máquina automáticas.

## Espetáculo
Uma atração adicional do clube eram os espetáculos de grande qualidade por artistas, como:
- Shelley Ackerman
- Karen Akers
- Peter Allen
- The Andrews Sisters
- Jim Bailey
- Fontella Baixo
- Vivian Blaine
- Teresa Brewer
- Jocelyn Brown
- Tally Brown
- Cab Calloway
- Nell Carter
- Chubby Checker
- Natalie Cole
- Barbara cozinheiro
- Jackie Curtis
- John Davidson
- Yvonne Elliman
- Betty Everett
- Alice Faye
- Frances Faye
- Wayland Flowers
- Connie Francis
- Gloria Gaynor
- Lesley Gore
- Ellen Greene
- Dick Gregory
- Alaina Reed Salão
- Delores Salão
- Hildegarde
- Mimi Hines
- Linda Hopkins
- Isis
- Jobriath
- Andy Kaufman
- Larry Kert
- Roslyn Tipo
- Morgana Rei
- Gladys Knight & the Pips
- Frankie Knuckles
- Labelle
- Dorothy Lamour
- Laura Lee
- Larry Levan
- Little Eva
- Darlene Love
- Lorna Luft
- Gisele MacKenzie
- Melissa Manchester
- The Manhattan Transfer
- Barry Manilow[4]
- Barbara Mason
- Bette Midler[5]
- Melba Moore
- Jaye P. Morgan
- Phyllis Newman
- The New York Dolls
- Anita O'Day
- Jane Olivor
- Patti Página
- Freda Payne
- Ann Peebles
- The Pointer Sisters
- Mae Questel
- Johnnie Ray
- Sharon Redd
- Minnie Riperton
- Monti Rocha
- As Ronettes
- Lillian Roth
- Millie Pequeno
- Kay Starr
- Dakota Staton
- Eleanor Steber
- Yma Sumac
- Pat Suzuki
- Rip Taylor
- Tiny Tim
- Liz Torres
- Sarah Vaughan
- Margaret Whiting
- Julie Wilson
- Holly Woodlawn

Pelas suas performances nos Baths, Bette Midler era conhecida por Bathouse Betty. Foi nos Continental Baths, acompanhada ao piano por Barry Manilow (que, como os clientes, por vezes, se vestia apenas com uma toalha branca à cintura ), que Bette Midler criou a sua persona de palco a Divine Miss M. 
Despite the way things turned out [with the AIDS crisis], I'm still proud of those days [when I got my start singing at the gay bathhouses]. I feel like I was at the forefront of the gay liberation movement, and I hope I did my part to help it move forward. So, I kind of wear the label of 'Bathhouse Betty' with pride.Original {{{{{língua}}}}}: Houston Voice— Bette Midler
Despite the way things turned out [with the AIDS crisis], I'm still proud of those days [when I got my start singing at the gay bathhouses]. I feel like I was at the forefront of the gay liberation movement, and I hope I did my part to help it move forward. So, I kind of wear the label of 'Bathhouse Betty' with pride.Original {{{{{língua}}}}}: Houston Voice— Bette Midler
Apesar das queixas constantes de Midler sobre "essas cascatas malditas", as suas performances junto à piscina tiveram tanto sucesso que tiveram projeção nacional, com repetições no The Tonight Show Starring Johnny Carson.

## Encerramento
Os banhos Continental perderam muita da sua clientela gay em 1974. A razão para o declínio foi, como um gay novaiorquino disse: "Acabamos por nos fartar desses shows tontos e exagerados. Todas esses héteros na nossa sauna faziam-nos sentir como se fôssemos parte da decoração e que estávamos lá em exposição, para os divertir."
No final de 1974, o número de clientes era tão baixo que Steve Ostrow decidiu fechar o salão de cabaré. Concentrou-se, em vez disso, em ressuscitar o negócio que estava na origem da sauna. Chegou a fazer publicidade na WBLS, mas sem sucesso. Finalmente, Ostrow teve que fechar os Continental Barhs de vez. As instalações, contudo, foram reabertos em 1977 como um clube de troca de casais heterossexuais, chamado Plato's Retreat. O Plato's Retreat mudou-se para a W. 34th St. em 1980 e foi encerrado por ordem da câmara de Nova Iorque, no auge da epidemia de SIDA.

## Raides da polícia
Em fevereiro de 1969, o Continental Baths foi invadida pela Polícia de Nova Iorque.  Vinte e dois clientes foram presos, identificados por um polícia à paisana que identificou os homens que se ofereceram para fazer sexo com ele ou que, realmente, tinham tido relações sexuais com ele. O mesmo voltou a acontece em dezembro desse ano, quando a polícia entrou no Continental Baths e prendeu três clientes e três funcionários, acusando-os de cometer atos obscenos e lascivos, e injúria, respectivamente.